# Macrorrhinia
Macrorrhinia is een geslacht van vlinders van de familie snuitmotten (Pyralidae), uit de onderfamilie Phycitinae.

## Soorten
- M. aureofasciella Ragonot, 1887
- M. pinta Landry & Neunzig, 1997
- M. placidella Zeller, 1848
- M. signifera Blanchard, 1976